# Mimi Belete
Mimi Belete Gebregeiorges (ur. 9 czerwca 1988) – etiopska biegaczka średnio i długodystansowa reprezentująca Bahrajn. Złota i brązowa medalistka Igrzysk Azjatyckich 2010, kolejno w biegach na 5000 i 1500 metrów. Wicemistrzyni Azji 2013 na dystansie 1500 metrów, srebrna medalistka Igrzysk Azjatyckich 2014 na 1500 i 5000 metrów.